# Amy (demônio)
Na demonologia, Amy ou Avnas é o quinquagésimo oitavo espírito, o Presidente do Inferno,
e de acordo com Johann Weyer na Pseudomonarchia daemonum:
| “ | Amy é o Grande Presidente, e apareceu no meio de chamas de fogo, mas quando está sob forma de homem, ele faz maravilhas na astrologia, e em todas as ciências liberais, ele procura excelentes familiares, procura tesouros preservados por espíritos, tem sob seu comando trinta e seis legiões, pertence a ordem dos anjos. Ele tem esperança que, depois de dois mil anos, retorne ao sétimo trono: o que não é credível. | ” |